# 南京市胸科医院
南京市胸科医院，是中华人民共和国江苏省的一所医院，为三级乙等医院，位于南京市鼓楼区广州路215号。南京市胸科医院始建于1950年，是江苏省规模最大的胸部专科医院。

## 规模
南京市胸科医院总床位400张，日门诊量220人次。